# Samuelsons
Samuelsons var en svensk kristen gospel- och countrygrupp som var verksam från 1970-talet till tidiga 90-talet. Den bestod av bröderna Rolf (1939–1981), Kjell (född 1942), Olle (född 1950) och Jard Samuelson (född 1952).

## Historia
Det började 1961 med sångarduon Kjell & Rolf, vars första LP i USA 1966 fick tre stjärnor i Billboard. Duon blev de första svenskar att spela in ett album i ”countryns huvudstad” Nashville när deras andra LP, Sweden's Gospel Singers Tour the USA, spelades in i RCA Victor Studio i Nashville i december 1966.
Övriga bröder anslöt gruppen som blev Samuelsons 1971. De inbjöds att spela på International Gospel Song Festival på Nashville Municipal Auditorium i juli 1971, blev kallade The Sweden Boys och blev sedan snabbt populära runt om i Europa, Kanada och USA.
Gruppen turnerade i Skandinavien med The Blackwood Brothers, Pat Boone, Oak Ridge Boys, The Imperials, Edwin Hawkins, The Rambos och Andraé Crouch. De var förband till José Feliciano i Kungliga tennishallen 1971, medverkade 1976 och 1978 på International Festival of Country Music som turnerade i bland annat London, Göteborg och Oslo med bland andra Dolly Parton, Kenny Rogers, Tammy Wynette, Marty Robbins, Skeeter Davis, Don Williams och Wanda Jackson, hamnade på välkända scener som Grand Ole Opry i Nashville och Wembley i London och gjorde mängder av tv-framträdanden.
På skivorna från Nashville medverkade flera av Elvis Presleys, Dolly Partons och Johnny Cashs musiker som Charlie McCoy, Weldon Myrick, Kenny Malone, Reggie Young, Larrie Londin, Tony Brown, Ron Oates, Bill Pursell, Pete Wade, Harold Bradley och Buddy Harman. 
Efter att Rolf Samuelson gått bort i cancer 1981 och Olle blivit sjuk splittrades gruppen. 1985 spelade de in sitt sista album och sista tv-framträdandet som Samuelsons blev 1992. Kjell och Jard Samuelson har givit ut skivor på egen hand och medverkade i samtliga omgångar av SVT:s "Minns du sången". Gruppen drev även Löttorps camping på Öland där bland annat Bosse Larsson höll allsångskvällar.
Samuelsons har gett ut över 30 skivor på svenska och engelska som sålts i totalt 1,5 miljoner exemplar. Skivorna är utgivna på egna skivbolaget Pilot Music samt på Heart Warming Records och Impact Records i USA.

## Diskografi

### Album
- 1966 - Take a Little Time to Sing!
- 1966 - Sweden's Gospel Singers Tour the USA
- 1967 - On the Gloryland Road
- 1967 - So Many Times
- 1970 - Gospelsångarna Kjell & Rolf
- 1971 - Följ med
- 1972 - En väg
- 1973 - The Swedish Way
- 1973 - En väg
- 1973 - Tillsammans
- 1974 - Vänner
- 1974 - From Sweden with Love
- 1974 - Sånger vi gärna minns
- 1975 - Pärleporten
- 1975 - Han är min sång och min glädje
- 1975 - Sjung med Samuelsons
- 1975 - En jul hemma
- 1976 - Personligt
- 1976 - Personally
- 1976 - Mest önskade
- 1976 - Most Requested 1
- 1976 - Jag har hört om en stad
- 1977 - Sånger vi gärna minns 2
- 1977 - När ljusen ska tändas därhemma
- 1978 - Vilken dag
- 1978 - Mest önskade 2
- 1978 - Most Requested 2
- 1978 - You're My World
- 1978 - Minns du sången
- 1978 - Musik vi gillar
- 1978 - Music we like/Top Country Hits
- 1978 - 16 Gospel Hits på svenska
- 1979 - Golden Trumpets & Silver Saxophones/Music We Love
- 1979 - Golden Trumpets & Silver Saxophones
- 1979 - God jul önskar Samuelsons
- 1979 - Gospel Hits
- 1979 - Gospelträff
- 1980 - Sånger vi gärna minns 3
- 1981 - Vi ska ses igen
- 1982 - En ljus framtid
- 1983 - Från mörker till ljus
- 1984 - Sånger vi gärna minns 4
- 1985 - Önskesånger
- 1996 - Samuelsons önskesånger 1

### Singlar och EP-skivor
- 1964 - Kjell och Rolf Samuelson till Gospelensemblen
- 1965 - Gospelsångarna Kjell och Rolf
- 1966 - Gospelsångarna Kjell och Rolf
- 1967 - Han har öppnat pärleporten
- 1967 - Följ med mig till himlens land
- 1967 - God Made a Way
- 1980 - Snart går än ett år/Låt mej vandra nära dej

### Jard Samuelson (soloalbum)
- 1986 - Nya vägar

### Jard & Carina Samuelson (album)
- 1988 - Du har en vän
- 1990 - Vilken underbar värld
- 1992 - En härlig morgondag
- 1995 - Varje dag är en gåva
- 1998 - En sång om kärlek
- 2001 - När vi möts igen
- 2004 - En sång en gång för längsen
- 2007 - En värld av kärlek
- 2011 - Sången i mitt liv
- 2017 - Vägen hem

### Kjell Samuelson (soloalbum)
- 1987 - Tro, hopp & kärlek
- 1988 - Faith, hope & love
- 1988 - På sångens vingar
- 1990 - Längtan
- 1993 - Country & Gospel
- 1998 - Minns du sången
- 2005 - Goda nyheter

### Singlar och EP-skivor
- 1990 - Du lever bara en gång
- 2005 - Om i morgon inte kom
- 2005 - Julen kommer åter